# Salchicha de Viena

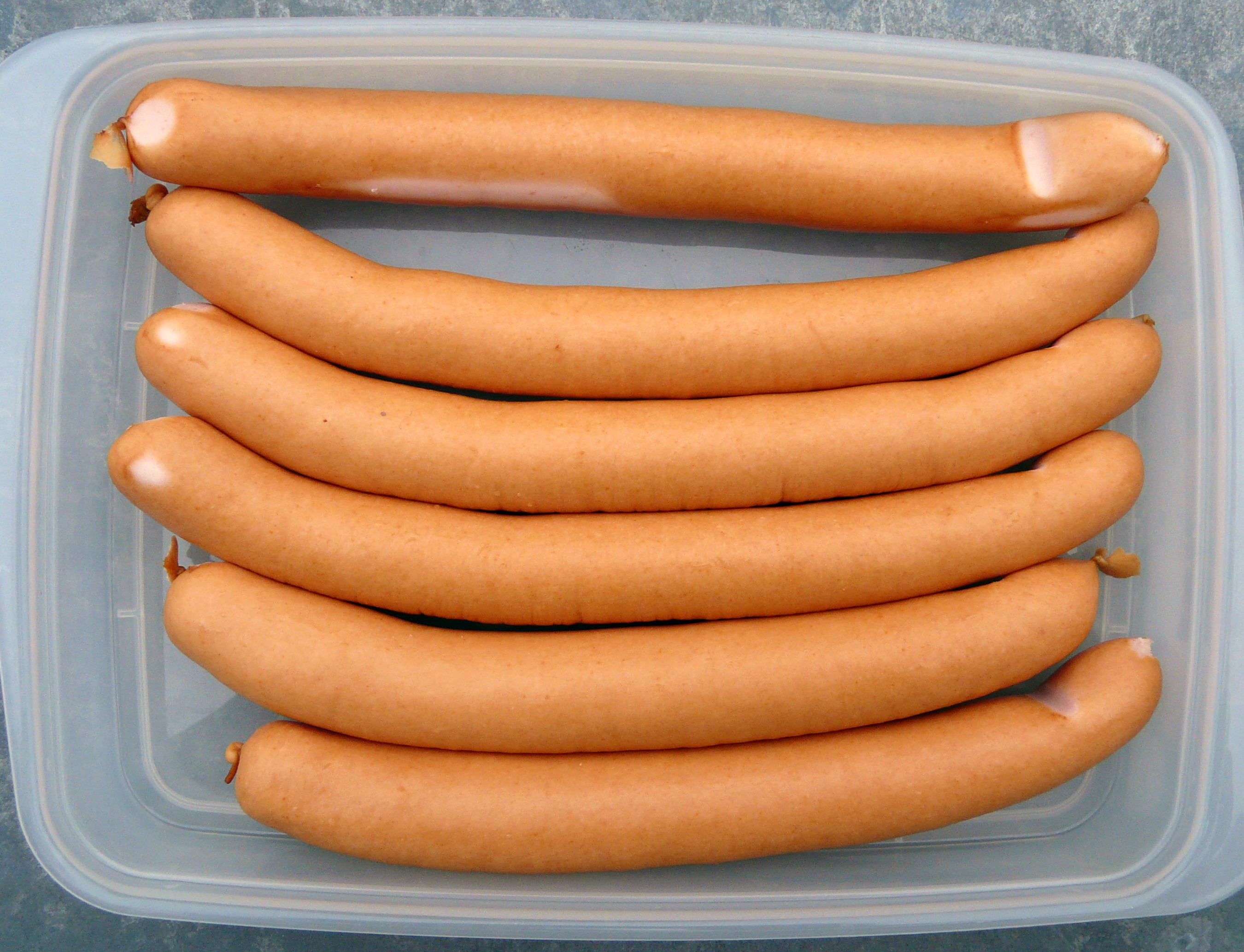
Salchichas de Viena.

La salchicha de Viena o vienesa, llamada en alemán Wiener Würstchen (abreviado Wiener, en Suiza Wienerli) o Frankfurter Würstel (en Austria, abreviado mayoritariamente como Frankfurter) es una Brühwurst (salchicha escaldada) hecha con tripa natural de oveja (Saitling). Es una variante de la salchicha de Frankfurt original (Frankfurter Würstchen en alemán), que a diferencia de ésta se hace con carne de ternera y de cerdo.

## Definición
En Viena el nombre Wiener (salchicha vienesa) lleva fácilmente a confusión, ya que es un tipo de fiambre, y por eso se denominan Frankfurter. En Suabia, donde se sirven a menudo en los Linsen mit Spätzle (lentejas con pasta), se llaman Saitenwurst (salchichas en tripa, o a menudo simplemente Saiten) y en algunas regiones también Wienerle (vienesa pequeña).
Una vienesa normal pesa entre 50 y 70 g. Las más largas, de unos 60 cm, se llaman también Sacherwürstel (salchichas de Sacher) y pesan entre 85 y 90 g. Ambas variedades suelen servirse en pares. Las más pequeñas Cocktailwürstel (salchichas de cóctel) o Teewürstel (salchichas de té) pesan 30 g. Las Meraner Würstchen (salchichas de Merano) tienen un sabor algo picante e incluyen trozos de jamón.

## Historia
La disputa sobre el origen de la salchicha es antigua: en Fráncfort del Meno se conocía la Frankfurter Würstchen supuestamente ya en la Edad Media. Se dice incluso que la vienesa se inventó allí.
Por otro lado, se dice que fue Johann Georg Lahner (1772–1845), un carnicero de Fráncfort que emigró a Viena, donde las llamadas Frankfurter fueron un gran éxito, extendiéndose desde el siglo XIX. Lahner era de Gasseldorf, en la Suiza Francona (región de Alemania). Aprendió el oficio de carnicero en Fráncfort. A principios del siglo XIX se trasladó a Viena, donde desde el 15 de mayo de 1805 vendió en el actual n.º 111 de la calle Neustiftgasse sus salchichas ahumadas con una receta ligeramente diferente, añadiendo ternera (actualmente suele ser un 30 %). En aquella época los carniceros de ternera y cerdo estaban estrictamente separados en Fráncfort, pero no en Viena, de forma que Lahner pudo producir sus frankfurters de esta forma.
Esta historia es la versión de la familia Lahner. El Appetit-Lexikon austriaco de 1894 no mencionaba a Lahner, pero sí decía: «La Frankfurter Würstchen de carne de cerdo picada en tripa de carnero del grosor de un dedo es una invención del siglo XIX, que en 1840 vino del sur de Alemania a Viena.» No se hace mención a la ternera. En el siglo XIX se tomaban en Austria acompañadas con rábano picante y cerveza como aperitivo.

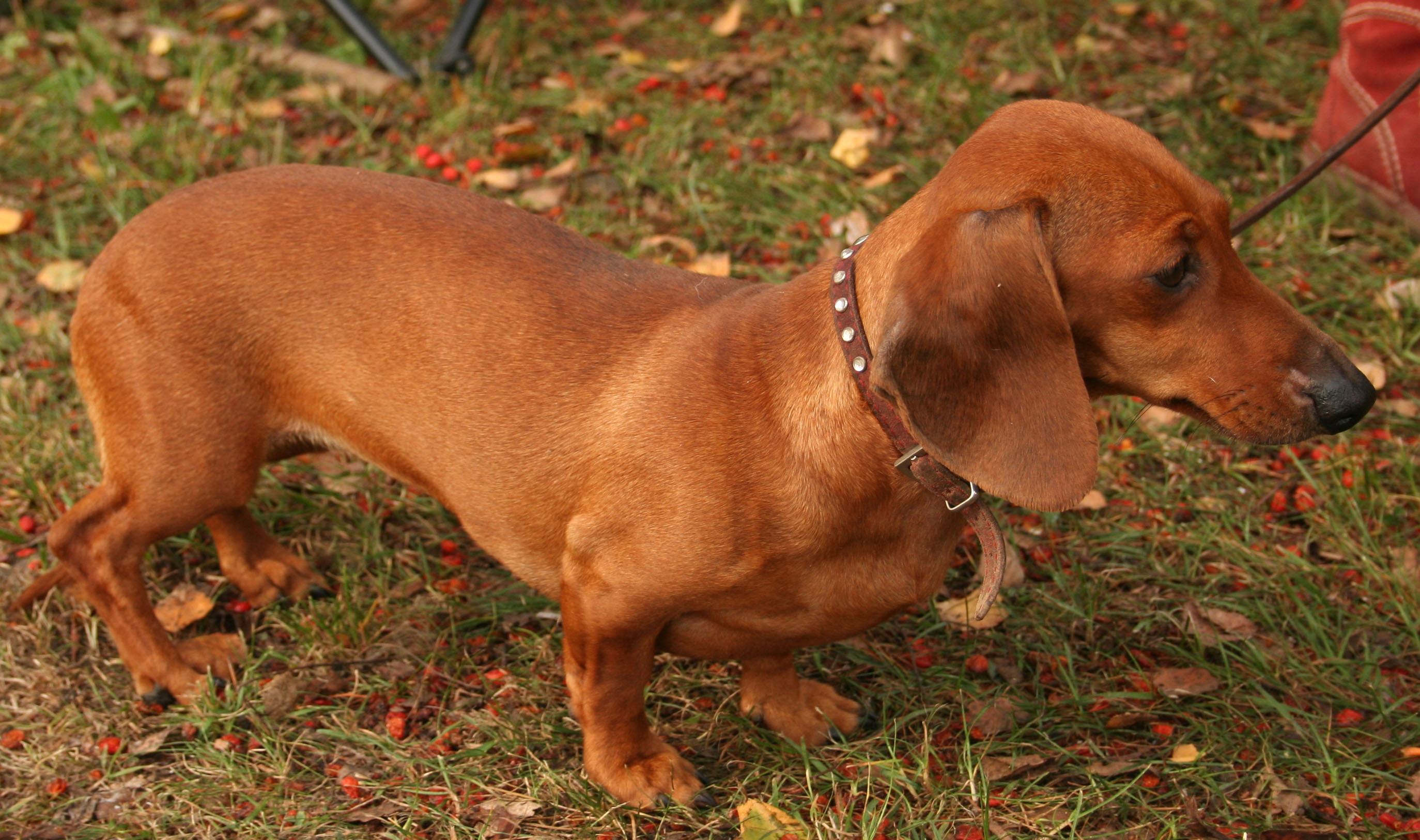
El dachshund tuvo el nombre "Perro vienés" por la salchicha.

## Legislación
En el Codex Alimentarius Austriacus caen bajo la categoría B.4.2.1 - Brätwürste y son una marca comercial. Sacherwürstel es un nombre genérico que todo el mundo puede usar, pero según la sentencia de la Corte Suprema Austriaca (OGH) solo el Hotel Sacher puede emplear el nombre con los prefijos ‘auténtica’ (echt) u ‘original’. En el Codex se distinguen las variedades «1 a): Frankfurter y otras salchichas con denominación resaltada» y la «1 b): Frankfurter, Wiener Würstel, Sacher-, Tee-, Cocktailwürstel y otras salchichas». Además, se describen tres recetas básicas.
En la pasta de una Frankfurter se emplean distintos cortes de ternera y cerdo de 1.ª clase, panceta de 2.ª clase, agua en forma de hielo (por lo que no es bueno procesarlas mecánicamente a mucha temperatura) y, en la versión estándar, almidón de patata.
La ternera de 1.ª contiene un 8 % de grasa y puede incluir las siguientes partes del animal, que debe limpiarse de tendones: pernil o pierna (llamado en el corte vienés de la ternera knöpfel) sin las manos, rosbif (beiried) y la parte gruesa de la paleta (Dicke Schulter). La carne de cerdo de 1.ª contiene un 10 % de grasa y puede incluir las siguientes partes del animal: carne magra sin nervios ni tendones (stelzenfleisch) del jamón (schlögel), la paleta, el costillar (karree) y el cuello (schopfbraten). La panceta de 2.ª sin tocino de espalda ni corteza tiene un 80 % de grasa.
Para la Frankfurter con denominación resaltada se mezclan 47 partes de carne de 1.ª, 23 partes de panceta de 2.ª y 30 de agua. Para la salchicha de Viena convencional existen dos recetas: la primera mezcla 42 partes de carne de 1.ª, 25 de panceta de 2.ª y 22 de agua, y la segunda mezcla 41 partes de carne de 1.ª y 30 de panceta de 2.ª con 29 de agua. En ambos casos se añade una parte de almidón de patata. Dependiendo del fabricante la selección de cortes de carne puede ser más específica, pudiendo además añadirse mezclas de especias. Típicamente se emplea carne de ternera y cerdo, distinguiéndose la Rinder-Frankfurter de ternera pura, que es consumida por quien no desea (o tiene prohibición dietética por razones médicas o religiosas) tomar cerdo.